# Talasjärvi (sjö i Mellersta Finland)
Talasjärvi är en sjö i Finland. Den ligger i kommunen Kyyjärvi i landskapet Mellersta Finland, i den centrala delen av landet, 300 km norr om huvudstaden Helsingfors. Talasjärvi ligger 192 meter över havet. Den är 1,2 meter djup. Arean är 21,1 hektar och strandlinjen är 2,76 kilometer lång. Sjön  ingår i Kymmene älvs huvudavrinningsområde.   I omgivningarna runt Talasjärvi växer i huvudsak blandskog.